# Strix hylophila
Strix hylophila là một loài chim trong họ Strigidae.